# Lista de governadores do Rio de Janeiro
Esta é uma lista de governantes do Rio de Janeiro. Incluem-se neste artigo todos os mandatários que governaram o território hoje chamado Estado do Rio de Janeiro, desde os primórdios da colonização portuguesa até a atualidade. Durante o decorrer de sua história, o Rio de Janeiro já foi governado por governadores-gerais, vice-reis, ministros do Império, presidentes de província, presidentes e intendentes, vindo sua atual denominação "governador" com a Constituição Federal de 1946.
Aparecem na lista governantes interinos em momentos em que não havia um titular para o cargo, ao passo que interinos em momentos que o governo contava com um titular afastado não são listados, mas apenas citados em notas.
O atual governador do Rio de Janeiro é Cláudio Castro, vice-governador eleito que foi alçado a titular do cargo devido ao impeachment do então titular, Wilson Witzel, seu parceiro de chapa nas eleições de 2018, sendo ambos do PSC.

## Breve história administrativa

### Século XVI
É marcado pelas primeiras tentativas de colonização do território fluminense, com o estabelecimento de povoações em Cabo Frio, Angra dos Reis e na cidade do Rio de Janeiro. Divide-se, ainda, o território entre as Capitanias de São Vicente e São Tomé, e posteriormente na Capitania Real do Rio de Janeiro, que resultaria da incorporação de grande parte de ambas.
Acontece ainda a tentativa do estabelecimento de uma colônia francesa, a França Antártica, nas ilhas do interior da Baía de Guanabara, bem como os primeiros ataques de piratas e corsários a sua costa.[carece de fontes?] Entre 1572 e 1578, e a partir de 1581, a cidade de São Sebastião do Rio de Janeiro é declarada capital do Estado do Brasil.

### Século XVII
Nesse século, principalmente depois de 1628, ficou evidente o retrocesso português no Oriente. Com isto, aumentou para Portugal a importância do Brasil, bem como e sua participação na economia do reino, devido à avidez fiscal da metrópole, o que veio atingir o Rio de Janeiro. A partir de 1689, a Capitania passou a ter maior autonomia política e administrativa, com jurisdição total sobre as colônias do Sul. O objetivo estratégico de Portugal no Rio da Prata também foi fundamental para o incremento de seu poder político.

### Século XVIII
A descoberta das minas de ouro na região onde atualmente é Minas Gerais fez como que a cidade do Rio de Janeiro passasse a ser a nova capital da colônia do Brasil, com vistas ao aumento do controle na exploração daquele minério e na cobrança de impostos. Para isso estabeleceu-se que a saída do ouro brasileiro em direção a Portugal tão somente se daria pelos portos fluminenses de Paraty e posteriormente da cidade do Rio de Janeiro, através da Estrada Real, que ligava estas duas cidades à região aurífera.
Por volta de 1709, devido a Guerra dos Emboabas, a Capitania do Rio de Janeiro perde a jurisdição sobre a região da antiga Capitania de São Vicente, juntamente com a porção conquistada pelos bandeirantes no interior do país, quando então se dá a criação da Capitania de São Paulo e Minas de Ouro. Em 1763, a cidade do Rio de Janeiro torna-se capital do Vice-Reino do Brasil.

### Século XIX
Com a chegada da família real portuguesa ao Brasil em 1808 e seu estabelecimento em terras fluminenses, passa a ser o responsável pela mesma o Ministro do Reino, situação que permanece até a mudança do ordenamento político, jurídico e administrativo do Império pelo Ato Adicional de 1834, quando uma parte da província do Rio de Janeiro foi selecionada para ser o Município Neutro - a unidade administrativa em que estava localizada a cidade do Rio de Janeiro - e, posteriormente, com a proclamação da República, a mesma área passou a ser o Distrito Federal, ficando a área remanescente para a província, que passa a ser administrada por um presidente, e, após 1889, para o estado, com sua capital na cidade de Niterói. No final do século, a capital foi temporariamente transferida para Petrópolis devido aos distúrbios causados pela Revolta da Armada.

### Século XX
Dificuldades econômicas resultantes do fim da escravidão e declínio do poder cafeeiro no estado se refletem, também, na política fluminense, o que leva o estado a ter diversos interventores federais e governadores eleitos direta e indiretamente até 1947, retornando esta prática após o Golpe de 1964, mantendo-se até a volta das eleições gerais diretas para governador, em 1982.
Com a inauguração de Brasília em 1960 e, consequentemente, a transferência da capital do país, foi criado o estado da Guanabara, na área do antigo Distrito Federal. Em 15 de março de 1975, a Guanabara e o Rio de Janeiro passaram a formar um único estado, definido através do art. 8º e seguintes da Lei complementar número 20, de 1 de julho de 1974, com o nome atual e com capital na cidade do Rio de Janeiro.
Assim, esta lista traz os mandatários da capitania, da província, e do atual estado do Rio de Janeiro.

## Governantes do período colonial (1565 — 1808)
Em 1 de março de 1565 a cidade de São Sebastião do Rio de Janeiro foi fundada por Estácio de Sá, que desta maneira pode ser considerado como o primeiro governador-geral de todo o território fluminense, no período colonial, quando do estabelecimento da Capitania do Rio de Janeiro.
| Nº                                                                  | Nome                                                                               | Imagem                                             | Período                                            | Referências e notas                                |
| Governadores-gerais da Capitania do Rio de Janeiro                  | Governadores-gerais da Capitania do Rio de Janeiro                                 | Governadores-gerais da Capitania do Rio de Janeiro | Governadores-gerais da Capitania do Rio de Janeiro | Governadores-gerais da Capitania do Rio de Janeiro |
| ------------------------------------------------------------------- | ---------------------------------------------------------------------------------- | -------------------------------------------------- | -------------------------------------------------- | -------------------------------------------------- |
| 1                                                                   | Estácio de Sá                                                                      |                                                    | 1° de março de 1565 até 20 de fevereiro de 1567    | [ nota 1 ] [ 8 ] [ 9 ] [ 10 ] [ 11 ]               |
| 2                                                                   | Mem de Sá                                                                          |                                                    | 20 de fevereiro de 1567 até 9 de maio de 1569      | [ nota 2 ] [ 12 ] [ 13 ] [ 14 ] [ 15 ]             |
| 3                                                                   | Salvador Correia de Sá                                                             |                                                    | 9 de maio de 1569 até 13 de fevereiro de 1572      | [ 16 ]                                             |
| Governadores-gerais da repartição do sul, sediada no Rio de Janeiro |                                                                                    |                                                    |                                                    |                                                    |
| 4                                                                   | Cristóvão de Barros                                                                |                                                    | 13 de fevereiro de 1572 até 11 de junho de 1574    | [ 17 ] [ 18 ]                                      |
| 5                                                                   | Antônio Salema                                                                     |                                                    | 11 de junho de 1574 até 29 de julho de 1577        | [ 19 ]                                             |
| Governadores-gerais da Capitania do Rio de Janeiro                  |                                                                                    |                                                    |                                                    |                                                    |
| 6                                                                   | Salvador Correia de Sá                                                             |                                                    | 29 de julho de 1577 até 17 de março de 1599        | [ 20 ]                                             |
| 7                                                                   | Francisco de Mendonça e Vasconcelos                                                |                                                    | 17 de março de 1599 até 9 de janeiro de 1602       | [ 21 ]                                             |
| 8                                                                   | Martim Correia de Sá                                                               |                                                    | 9 de janeiro de 1602 até 17 de março de 1608       | [ 22 ]                                             |
| 9                                                                   | Afonso de Albuquerque                                                              |                                                    | 17 de março de 1608 até 21 de dezembro de 1613     | [ 23 ]                                             |
| 10                                                                  | Constantino de Menelau                                                             |                                                    | 21 de dezembro de 1613 até 20 de março de 1617     | [ 24 ]                                             |
| 11                                                                  | Rui Vaz Pinto                                                                      |                                                    | 20 de março de 1617 até 20 de janeiro de 1620      | [ 25 ]                                             |
| 12                                                                  | Francisco Fajardo                                                                  |                                                    | 20 de janeiro de 1620 até 12 de outubro de 1623    | [ 26 ]                                             |
| 13                                                                  | Martim Correia de Sá                                                               |                                                    | 12 de outubro de 1623 até 25 de julho de 1632      | [ 27 ]                                             |
| 14                                                                  | Rodrigo de Miranda Henriques                                                       |                                                    | 25 de julho de 1632 até 28 de fevereiro de 1637    | [ 28 ]                                             |
| 15                                                                  | Salvador Correia de Sá e Benevides                                                 |                                                    | 28 de fevereiro de 1637 até 28 de junho de 1642    | [ 29 ]                                             |
| —                                                                   | Duarte Correia Vasqueanes                                                          |                                                    | 28 de junho de 1642 até 12 de janeiro de 1643      | [ 30 ] [ 31 ]                                      |
| 16                                                                  | Luís Barbalho Bezerra                                                              |                                                    | 12 de janeiro de 1643 até 19 de agosto de 1644     | [carece de fontes?]                                |
| 17                                                                  | Francisco de Souto-Maior                                                           |                                                    | 19 de agosto de 1644 até 9 de dezembro de 1645     | [ 32 ]                                             |
| 18                                                                  | Duarte Correia Vasqueanes                                                          |                                                    | 9 de dezembro de 1645 até 31 de maio de 1648       | [ 33 ]                                             |
| 19                                                                  | Salvador Correia de Sá e Benevides                                                 |                                                    | 31 de maio de 1648 até 20 de agosto de 1648        | [ 34 ]                                             |
| —                                                                   | Duarte Correia Vasqueanes                                                          |                                                    | 20 de agosto de 1648 até 5 de abril de 1649        | [ 35 ]                                             |
| 20                                                                  | Sebastião de Brito Pereira                                                         |                                                    | 5 de abril de 1649 até 11 de outubro de 1651       | [ 36 ]                                             |
| —                                                                   | Antônio Galvão                                                                     |                                                    | 11 de outubro de 1651 até 29 de junho de 1652      | [ 37 ]                                             |
| 21                                                                  | D. Luís de Almeida Portugal 1° Conde de Avintes                                    |                                                    | 29 de junho de 1652 até 24 de agosto de 1657       | [ 38 ]                                             |
| 22                                                                  | Tomé Correia de Alvarenga                                                          |                                                    | 24 de agosto de 1657 até 22 de novembro de 1659    | [ 39 ]                                             |
| 23                                                                  | Salvador Correia de Sá e Benevides                                                 |                                                    | 22 de novembro de 1659 até 13 de março de 1660     | [ 40 ]                                             |
| 24                                                                  | Tomé Correia de Alvarenga                                                          |                                                    | 13 de março de 1660 até 10 de dezembro de 1660     | [ 41 ]                                             |
| 25                                                                  | Agostinho Barbalho Bezerra                                                         |                                                    | 10 de dezembro de 1660 até 12 de julho de 1661     | [ 42 ]                                             |
| 26                                                                  | João Correia de Sá                                                                 |                                                    | 12 de julho de 1661 até 19 de maio de 1662         | [ 43 ]                                             |
| 27                                                                  | Pedro de Mello                                                                     |                                                    | 19 de maio de 1662 até 28 de setembro de 1666      | [ 44 ]                                             |
| 28                                                                  | Pedro Mascarenhas de Lencastre                                                     |                                                    | 28 de setembro de 1666 até 18 de junho de 1669     | [ 45 ]                                             |
| 29                                                                  | João da Silva e Sousa                                                              |                                                    | 18 de junho de 1669 até 10 de junho de 1674        | [ 46 ]                                             |
| 30                                                                  | Matias da Cunha                                                                    |                                                    | 10 de junho de 1674 até 3 de abril de 1679         | [ 47 ]                                             |
| 31                                                                  | Manuel Lobo                                                                        |                                                    | 3 de abril de 1679 até 4 de junho de 1680          | [ 48 ]                                             |
| —                                                                   | João Tavares Roldon                                                                |                                                    | 4 de junho de 1680 até 4 de dezembro de 1681       | [ 49 ]                                             |
| —                                                                   | Pedro Gomes                                                                        |                                                    | 4 de dezembro de 1681 até 23 de maio de 1682       | [ 50 ]                                             |
| 32                                                                  | Duarte Teixeira                                                                    |                                                    | 23 de maio de 1682 até 12 de fevereiro de 1686     | [ 51 ]                                             |
| 33                                                                  | João Furtado de Mendonça                                                           |                                                    | 12 de fevereiro de 1686 até 31 de março de 1689    | [ 52 ]                                             |
| —                                                                   | Francisco Napier de Lencastre                                                      |                                                    | 31 de março de 1689 até 5 de outubro de 1690       | [ 53 ]                                             |
| 34                                                                  | Luís Cesar de Meneses                                                              |                                                    | 5 de outubro de 1690 até 25 de dezembro de 1693    | [ 54 ]                                             |
| 35                                                                  | Antônio Pais de Sande                                                              |                                                    | 25 de dezembro de 1693 até 4 de julho de 1694      | [ 55 ]                                             |
| —                                                                   | André Cusaco                                                                       |                                                    | 4 de julho de 1694 até 5 de outubro de 1695        | [ 56 ]                                             |
| 36                                                                  | Sebastião de Castro Caldas                                                         |                                                    | 5 de outubro de 1695 até 26 de março de 1697       | [ 57 ]                                             |
| —                                                                   | Martim Correia Vasques                                                             |                                                    | 26 de março de 1697 até 13 de julho de 1697        | [ 58 ]                                             |
| —                                                                   | Francisco de Castro Morais                                                         |                                                    | 13 de julho de 1697 até 14 de fevereiro de 1699    | [ 59 ]                                             |
| 37                                                                  | Artur de Sá Meneses                                                                |                                                    | 14 de fevereiro de 1699 até 24 de julho de 1702    | [ 60 ]                                             |
| 38                                                                  | D. Álvaro da Silveira e Albuquerque                                                |                                                    | 24 de julho de 1702 até 25 de abril de 1704        | [ 60 ]                                             |
| —                                                                   | Francisco de São Jerônimo (bispo) Martim Correia Vasques Gregório de Castro Morais |                                                    | 25 de abril de 1704 até 7 de agosto de 1705        | [ 61 ]                                             |
| 39                                                                  | D. Fernando Mascarenhas                                                            |                                                    | 7 de agosto de 1705 até 2 de junho de 1709         | [ 62 ]                                             |
| —                                                                   | Antônio de Albuquerque Coelho de Carvalho                                          |                                                    | 2 de junho de 1709 até 7 de dezembro de 1709       | [ 63 ]                                             |
| —                                                                   | Gregório de Castro Morais                                                          |                                                    | 7 de dezembro de 1709 até 6 de abril de 1710       | [ 64 ]                                             |
| 40                                                                  | Francisco de Castro Morais                                                         |                                                    | 6 de abril de 1710 até 11 de outubro de 1711       | [ 65 ]                                             |
| 41                                                                  | Antônio de Albuquerque Coelho de Carvalho                                          |                                                    | 11 de outubro de 1711 até 17 de junho de 1713      | [ 66 ]                                             |
| 42                                                                  | D. Francisco Xavier de Távora                                                      |                                                    | 17 de junho de 1713 até 12 de novembro de 1716     | [ 67 ]                                             |
| —                                                                   | Manuel Almeida Castelo Branco                                                      |                                                    | 12 de novembro de 1716 até 8 de junho de 1717      | [ 68 ]                                             |
| 43                                                                  | Antônio de Brito Freire de Meneses                                                 |                                                    | 8 de junho de 1717 até 5 de maio de 1719           | [ 69 ]                                             |
| —                                                                   | Manuel Almeida Castelo Branco                                                      |                                                    | 5 de maio de 1719 até 29 de maio de 1719           | [ 70 ]                                             |
| 44                                                                  | Aires de Saldanha de Albuquerque                                                   |                                                    | 29 de maio de 1719 até 6 de maio de 1725           | [ 71 ]                                             |
| 45                                                                  | Luís Vaía Monteiro                                                                 |                                                    | 6 de maio de 1725 até 1° de outubro de 1732        | [ 72 ]                                             |
| —                                                                   | Manuel de Freitas da Fonseca                                                       |                                                    | 1° de outubro de 1732 até 26 de junho de 1733      | [ 73 ]                                             |
| 46                                                                  | Gomes Freire de Andrade 1º Conde de Bobadela                                       |                                                    | 26 de junho de 1733 até 1 de janeiro de 1763       | [ 74 ] [ 75 ]                                      |
| Vice-reis do Brasil                                                 |                                                                                    |                                                    |                                                    |                                                    |
| 1                                                                   | D. Antônio Álvares da Cunha 1º Conde da Cunha                                      |                                                    | 1 de janeiro de 1763 até 17 de novembro de 1767    | [ 76 ] [ 77 ]                                      |
| 2                                                                   | D. Antônio Rolim de Moura Tavares 1° Conde de Azambuja                             |                                                    | 17 de novembro de 1767 até 30 de abril de 1778     | [ 78 ] [ 79 ] [ 80 ]                               |
| 3                                                                   | D. Luís de Almeida Silva Mascarenhas 2° Marquês do Lavradio 5° Conde de Avintes    |                                                    | 4 de novembro de 1769 até 30 de abril de 1778      | [ 81 ] [ 82 ]                                      |
| 4                                                                   | D. Luís de Vasconcelos e Sousa 4° Conde de Figueiró                                |                                                    | 30 de abril de 1778 até 9 de maio de 1790          | [ 83 ] [ 84 ] [ 85 ]                               |
| 5                                                                   | D. José Luís de Castro 2° Conde de Resende                                         |                                                    | 9 de maio de 1790 até 14 de outubro de 1801        | [ 86 ]                                             |
| 6                                                                   | D. Fernando José de Portugal e Castro 2° Marquês de Aguiar Conde de Aguiar         |                                                    | 14 de outubro de 1801 até 14 de outubro de 1806    | [ 86 ]                                             |
| 7                                                                   | D. Marcos de Noronha e Brito 8° Conde dos Arcos                                    |                                                    | 14 de outubro de 1806 até 22 de janeiro de 1808    |                                                    |

## Governantes do período imperial (1822 — 1889)
Após a Independência do Brasil, diferentemente das outras províncias, o Rio de Janeiro continuou ligado diretamente à administração imperial, com o Ministro e Secretário de Estado dos Negócios do Império sendo seu governante. Somente após a edição do Ato Adicional de 1834 é que a província passou a ter presidentes, todos indicados pelo Imperador.

### Ministro e Secretário de Estado dos Negócios do Império
| 1                             | José Bonifácio de Andrada e Silva                                                       |  | 22 de janeiro de 1808  | 28 de outubro de 1822  | Primeiro Reinado (1822-1831) | Primeiro Reinado (1822-1831) | Primeiro Reinado (1822-1831) | Primeiro Reinado (1822-1831) | Primeiro Reinado (1822-1831) | Primeiro Reinado (1822-1831) |
| 2                             | José Egídio Álvares de Almeida                                                          |  | 28 de outubro de 1822  | 30 de outubro de 1822  |                              |                              |                              |                              |                              |                              |
| 3                             | José Bonifácio de Andrada e Silva                                                       |  | 30 de outubro de 1822  | 17 de julho de 1823    |                              |                              |                              |                              |                              |                              |
| 4                             | José Joaquim Carneiro de Campos Marquês de Caravelas                                    |  | 17 de julho de 1823    | 10 de novembro de 1823 |                              |                              |                              |                              |                              |                              |
| 5                             | Francisco Vilela Barbosa Marquês de Paranaguá                                           |  | 10 de novembro de 1823 | 14 de novembro de 1823 |                              |                              |                              |                              |                              |                              |
| 6                             | Pedro de Araújo Lima Marquês de Olinda                                                  |  | 14 de novembro de 1823 | 17 de novembro de 1823 |                              |                              |                              |                              |                              |                              |
| 7                             | João Severiano Maciel da Costa Marquês de Queluz                                        |  | 17 de novembro de 1823 | 14 de outubro de 1824  |                              |                              |                              |                              |                              |                              |
| 8                             | Estêvão Ribeiro de Resende Marquês de Valença                                           |  | 14 de outubro de 1824  | 9 de novembro de 1825  |                              |                              |                              |                              |                              |                              |
| 9                             | Marquês de Barbacena                                                                    |  | 9 de novembro de 1825  | 21 de novembro de 1825 |                              |                              |                              |                              |                              |                              |
| 10                            | José Feliciano Fernandes Pinheiro Visconde de São Leopoldo                              |  | 21 de novembro de 1825 | 20 de janeiro de 1826  |                              |                              |                              |                              |                              |                              |
| 11                            | João Vieira de Carvalho Marquês de Lajes                                                |  | 20 de janeiro de 1826  | 23 de janeiro de 1826  |                              |                              |                              |                              |                              |                              |
| 12                            | José Joaquim Carneiro de Campos Marquês de Caravelas                                    |  | 23 de janeiro de 1826  | 20 de novembro de 1827 |                              |                              |                              |                              |                              |                              |
| 13                            | Pedro de Araújo Lima Marquês de Olinda                                                  |  | 20 de novembro de 1827 | 15 de junho de 1828    |                              |                              |                              |                              |                              |                              |
| 14                            | José Clemente Pereira                                                                   |  | 15 de junho de 1828    | 4 de dezembro de 1829  |                              |                              |                              |                              |                              |                              |
| 15                            | José Joaquim Carneiro de Campos Marquês de Caravelas                                    |  | 4 de dezembro de 1829  | 12 de agosto de 1830   |                              |                              |                              |                              |                              |                              |
| 16                            | João Inácio da Cunha Visconde de Alcântara                                              |  | 12 de agosto de 1830   | 4 de outubro de 1830   |                              |                              |                              |                              |                              |                              |
| 17                            | José Antônio da Silva Maia                                                              |  | 4 de outubro de 1830   | 18 de março de 1831    |                              |                              |                              |                              |                              |                              |
| Período regencial (1831-1840) |                                                                                         |  |                        |                        |                              |                              |                              |                              |                              |                              |
| 18                            | Bernardo José da Gama                                                                   |  | 18 de março de 1831    | 5 de abril de 1831     |                              |                              |                              |                              |                              |                              |
| 19                            | Antônio Luís Pereira da Cunha marquês de Inhambupe                                      |  | 5 de abril de 1831     | 6 de abril de 1831     |                              |                              |                              |                              |                              |                              |
| 20                            | Bernardo José da Gama                                                                   |  | 6 de abril de 1831     | 26 de abril de 1831    |                              |                              |                              |                              |                              |                              |
| 21                            | Manuel José de Sousa França                                                             |  | 26 de abril de 1831    | 16 de julho de 1831    |                              |                              |                              |                              |                              |                              |
| 22                            | José Lino dos Santos Coutinho                                                           |  | 16 de julho de 1831    | 3 de janeiro de 1832   |                              |                              |                              |                              |                              |                              |
| 23                            | Diogo Antônio Feijó                                                                     |  | 3 de janeiro de 1832   | 3 de agosto de 1832    |                              |                              |                              |                              |                              |                              |
| 24                            | Antônio Francisco de Paula de Holanda Cavalcanti de Albuquerque Visconde de Albuquerque |  | 3 de agosto de 1832    | 13 de setembro de 1832 |                              |                              |                              |                              |                              |                              |
| 25                            | Nicolau Pereira de Campos Vergueiro Visconde de Vergueiro                               |  | 13 de setembro de 1832 | 23 de maio de 1833     |                              |                              |                              |                              |                              |                              |
| 26                            | Aureliano de Sousa e Oliveira Coutinho Visconde de Sepetiba                             |  | 23 de maio de 1833     | 10 de outubro de 1833  |                              |                              |                              |                              |                              |                              |
| 27                            | Antônio Pinto Chichorro da Gama                                                         |  | 10 de outubro de 1833  | 14 de outubro de 1834  |                              |                              |                              |                              |                              |                              |

### Presidente da Província
| Nº                          | Nome                                                                  | Imagem | Início do mandato       | Fim do mandato          | Partido             | Referências |
| --------------------------- | --------------------------------------------------------------------- | ------ | ----------------------- | ----------------------- | ------------------- | ----------- |
| 1                           | Joaquim José Rodrigues Torres Visconde de Itaboraí                    |        | 14 de outubro de 1834   | 30 de abril de 1836     | Partido Moderado    |             |
| 2                           | Paulino José Soares de Sousa Visconde do Uruguai                      |        | 30 de abril de 1836     | 22 de agosto de 1836    | Partido Conservador |             |
| 3                           | Manuel José de Sousa França                                           |        | 22 de agosto de 1836    | 1° de dezembro de 1840  | Partido Liberal     |             |
| Segundo Reinado (1840–1889) |                                                                       |        |                         |                         |                     |             |
| 4                           | Honório Hermeto Carneiro Leão Marquês de Paraná                       |        | 1° de dezembro de 1840  | 2 de março de 1841      | Partido Regressista |             |
| 5                           | João Caldas Viana                                                     |        | 2 de março de 1841      | 12 de abril de 1843     | Partido Conservador |             |
| 6                           | Aureliano de Sousa e Oliveira Coutinho Visconde de Sepetiba           |        | 12 de abril de 1843     | 4 de abril de 1844      | Partido Moderado    |             |
| 7                           | Manuel de Jesus Valdetaro Visconde de Valdetaro                       |        | 4 de abril de 1844      | 7 de junho de 1848      | Partido Conservador |             |
| 8                           | Felisberto Caldeira Brant Pontes Visconde de Barbacena (com grandeza) |        | 7 de junho de 1848      | 12 de outubro de 1848   | Partido Moderado    |             |
| 9                           | Luís Pedreira do Couto Ferraz Visconde do Bom Retiro                  |        | 12 de outubro de 1848   | 22 de setembro de 1853  | Partido Liberal     |             |
| 10                          | Luís Antônio Barbosa                                                  |        | 22 de setembro de 1853  | 4 de agosto de 1857     | Partido Conservador |             |
| 11                          | Antônio Nicolau Tolentino                                             |        | 4 de agosto de 1857     | 30 de outubro de 1858   | Partido Conservador |             |
| 12                          | José Maria da Silva Paranhos Visconde do Rio Branco                   |        | 30 de outubro de 1858   | 10 de janeiro de 1859   | Partido Conservador |             |
| 13                          | João de Almeida Pereira Filho                                         |        | 10 de janeiro de 1859   | 25 de abril de 1859     | Partido Conservador |             |
| 14                          | Inácio Francisco Silveira da Mota                                     |        | 25 de abril de 1859     | 21 de setembro de 1861  | Partido Liberal     |             |
| 15                          | Luís Alves Leite de Oliveira Belo                                     |        | 21 de setembro de 1861  | 14 de fevereiro de 1863 | Partido Conservador |             |
| 16                          | Policarpo Lopes de Leão                                               |        | 14 de fevereiro de 1863 | 3 de maio de 1864       | Partido Conservador |             |
| 17                          | João Crispiniano Soares                                               |        | 3 de maio de 1864       | 3 de novembro de 1864   | Partido Conservador |             |
| 18                          | Bernardo de Sousa Franco                                              |        | 3 de novembro de 1864   | 7 de dezembro de 1865   | Partido Conservador |             |
| 19                          | Domiciano Leite Ribeiro                                               |        | 7 de dezembro de 1865   | 4 de outubro de 1866    | Partido Conservador |             |
| 20                          | Esperidião Elói de Barros Pimentel                                    |        | 4 de outubro de 1866    | 10 de março de 1868     | Partido Conservador |             |
| 21                          | Américo Brasiliense de Almeida Melo                                   |        | 10 de março de 1868     | 30 de julho de 1868     | Partido Liberal     |             |
| 22                          | Benevenuto Augusto Magalhães Taques                                   |        | 30 de julho de 1868     | 30 de outubro de 1869   | Partido Liberal     |             |
| 23                          | Diogo Teixeira de Macedo                                              |        | 30 de outubro de 1869   | 1° de junho de 1870     | Partido Conservador |             |
| 24                          | José Maria Correia de Sá e Benevides                                  |        | 1° de junho de 1870     | 27 de outubro de 1870   | Partido Conservador |             |
| 25                          | Teodoro Machado Freire Pereira da Silva                               |        | 27 de outubro de 1870   | 15 de abril de 1871     | Partido Conservador |             |
| 26                          | Josino do Nascimento Silva                                            |        | 15 de abril de 1871     | 10 de outubro de 1872   | Partido Conservador |             |
| 27                          | Bento Luís de Oliveira Lisboa                                         |        | 10 de outubro de 1872   | 20 de março de 1873     | Partido Conservador |             |
| 28                          | Manuel José de Freitas Travassos                                      |        | 20 de março de 1873     | 26 de novembro de 1874  | Partido Conservador |             |
| 29                          | Francisco Xavier Pinto de Lima                                        |        | 26 de novembro de 1874  | 18 de janeiro de 1878   | Partido Liberal     |             |
| 30                          | Camilo Maria Ferreira Armond                                          |        | 18 de janeiro de 1878   | 5 de março de 1879      | Partido Liberal     |             |
| 31                          | Américo de Moura Marcondes de Andrade                                 |        | 5 de março de 1879      | 24 de abril de 1880     | Partido Conservador |             |
| 32                          | João Marcelino de Sousa Gonzaga                                       |        | 24 de abril de 1880     | 15 de março de 1881     | Partido Conservador |             |
| 33                          | Martinho Álvares da Silva Campos                                      |        | 15 de março de 1881     | 16 de março de 1882     | Partido Liberal     |             |
| 34                          | Bernardo Avelino Gavião Peixoto                                       |        | 16 de março de 1882     | 31 de outubro de 1883   | Partido Conservador |             |
| 35                          | José Leandro de Godói e Vasconcelos                                   |        | 31 de outubro de 1883   | 18 de agosto de 1884    | Partido Liberal     |             |
| 36                          | Cesário Alvim                                                         |        | 18 de agosto de 1884    | 26 de agosto de 1885    | Partido Liberal     |             |
| 37                          | Antônio da Costa Pinto e Silva                                        |        | 26 de agosto de 1885    | 30 de julho de 1886     | Partido Liberal     |             |
| 38                          | Antônio da Rocha Fernandes Leão                                       |        | 30 de julho de 1886     | 4 de maio de 1888       | Partido Conservador |             |
| 39                          | José Bento de Araújo                                                  |        | 4 de maio de 1888       | 19 de junho de 1889     | Partido Liberal     |             |
| 40                          | Carlos Afonso de Assis Figueiredo                                     |        | 19 de junho de 1889     | 15 de novembro de 1889  | Partido Conservador |             |

## Governantes do período republicano (1889–presente)
Os governantes dos estados brasileiros após a proclamação da república mantiveram o título de "presidentes" até 1930. Foram depois denominados "interventores federais" até 1934. Quando do início do Estado Novo de Getúlio Vargas, em 1937, novos interventores são nomeados até 1947. Após este ano e a promulgação da Constituição de 1946 passaram a ser denominados "governadores", terminologia mantida até a atualidade. A Numeração apresentada indica a assunção efetiva ao cargo de governador, não contabilizando os interinos e provisórios, mas contabilizando interventores nomeados. A distinção pode ser observada na numeração, onde os interventores aparecem com numeração em itálico e os presidentes e governadores efetivos em negrito.

### Primeira República (1889–1930)
Nenhum
      Partido Republicano Fluminense
      Partido Republicano Conservador Fluminense
| №  | Governador (Nascimento–Falecimento)               | Governador (Nascimento–Falecimento) | Retrato | Eleito             | Início do mandato      | Fim do mandato         | Partido político                                           | Vice-governador         | Vice-governador                                  | Cargo público anterior                                      |
| -- | ------------------------------------------------- | ----------------------------------- | ------- | ------------------ | ---------------------- | ---------------------- | ---------------------------------------------------------- | ----------------------- | ------------------------------------------------ | ----------------------------------------------------------- |
| —  |                                                   | Fonseca e Silva (1848–1906)         |         | —                  | 15 de novembro de 1889 | 16 de novembro de 1889 | Nenhum                                                     | vago                    | vago                                             | Comandante da Corpo Policial da Província do Rio de Janeiro |
| 1  |                                                   | Francisco Portela (1833–1913)       |         | 1889               | 16 de novembro de 1889 | 11 de maio de 1891     | Partido Republicano da Província do Rio de Janeiro (PRPRJ) |                         | Manuel Torres, Teófilo Almeida e Cirilo Fagundes | Deputado provincial do Rio de Janeiro                       |
| 1  |                                                   | Francisco Portela (1833–1913)       | 1891    | 11 de maio de 1891 | 10 de dezembro de 1891 | Nenhum                 |                                                            | Artur Getúlio das Neves |                                                  | Deputado provincial do Rio de Janeiro                       |
| —  |                                                   | José Guimarães (1838–1903)          |         | —                  | 10 de dezembro de 1891 | 11 de dezembro de 1891 | Nenhum                                                     | vago                    | vago                                             | Presidente do Paraná                                        |
| —  |                                                   | Baltasar da Silveira (1843–1913)    |         | —                  | 11 de dezembro de 1891 | 3 de maio de 1892      | Nenhum                                                     |                         | Leopoldo Teixeira Leite                          | Chefe do Estado-Maior da Armada do Brasil                   |
| —  | Miguel de Carvalho                                | Baltasar da Silveira (1843–1913)    |         | —                  | 11 de dezembro de 1891 | 3 de maio de 1892      | Nenhum                                                     |                         |                                                  | Chefe do Estado-Maior da Armada do Brasil                   |
| 2  |                                                   | José Porciúncula (1854–1901)        |         | 1892               | 3 de maio de 1892      | 31 de dezembro de 1894 | Partido Republicano Fluminense (PRF)                       |                         | Manuel Torres                                    | Presidente da Assembleia Legislativa do Rio de Janeiro      |
| 3  |                                                   | Maurício de Abreu (1852–1913)       |         | 1894               | 31 de dezembro de 1894 | 31 de dezembro de 1897 | Partido Republicano Fluminense (PRF)                       |                         | Bento Pereira                                    | 1º Vice-presidente do Rio de Janeiro                        |
| 4  |                                                   | Alberto Torres (1865–1917)          |         | 1897               | 31 de dezembro de 1897 | 31 de dezembro de 1900 | Partido Republicano Fluminense (PRF)                       |                         | Francisco de Souza Mota                          | Ministro da Justiça e Negócios Interiores do Brasil         |
| 5  |                                                   | Quintino Bocaiuva (1836–1912)       |         | 1900               | 31 de dezembro de 1900 | 31 de dezembro de 1903 | Nenhum                                                     |                         | Rangel Pestana                                   | Senador pelo Rio de Janeiro                                 |
| 6  |                                                   | Nilo Peçanha (1867–1924)            |         | 1900               | 31 de dezembro de 1903 | 1 de novembro de 1906  | Partido Republicano Fluminense (PRF)                       |                         | Oliveira Botelho                                 | Senador pelo Rio de Janeiro                                 |
| 7  |                                                   | Oliveira Botelho (1868–1943)        |         | 1900               | 1 de novembro de 1906  | 31 de dezembro de 1906 | Partido Republicano Fluminense (PRF)                       |                         | José Oliveira                                    | Vice-presidente do Rio de Janeiro                           |
| 8  |                                                   | Alfredo Backer (1851–1937)          |         | 1906               | 31 de dezembro de 1906 | 30 de dezembro de 1910 | Partido Republicano Fluminense (PRF)                       |                         | Luiz da Silva Castro                             | Deputado federal pelo Rio de Janeiro                        |
| 9  |                                                   | Oliveira Botelho (1868–1943)        |         | 1910               | 31 de dezembro de 1910 | 31 de dezembro de 1914 | Partido Republicano Fluminense (PRF)                       |                         | João Antônio de Oliveira Guimarães               | Deputado federal pelo Rio de Janeiro                        |
| 9  | Partido Republicano Conservador Fluminense (PRCF) | Oliveira Botelho (1868–1943)        |         | 1910               | 31 de dezembro de 1910 | 31 de dezembro de 1914 |                                                            |                         | João Antônio de Oliveira Guimarães               | Deputado federal pelo Rio de Janeiro                        |
| 10 |                                                   | Nilo Peçanha (1867–1924)            |         | 1914               | 31 de dezembro de 1914 | 7 de maio de 1917      | Partido Republicano Fluminense (PRF)                       |                         | Francisco Guimarães                              | Senador pelo Rio de Janeiro                                 |
| 11 |                                                   | Francisco Guimarães (1857–1917)     |         | 1914               | 7 de maio de 1917      | 19 de junho de 1917    | Partido Republicano Fluminense (PRF)                       |                         | Agnelo Geraque Collet                            | 1º Vice-presidente do Rio de Janeiro                        |
| 12 |                                                   | Agnelo Collet (1862–1929)           |         | 1914               | 19 de junho de 1917    | 31 de dezembro de 1918 | Partido Republicano Fluminense (PRF)                       |                         | Antônio Leite Pinto                              | 2º Vice-presidente do Rio de Janeiro                        |
| 13 |                                                   | Raul Veiga (1878–1947)              |         | 1918               | 31 de dezembro de 1918 | 31 de dezembro de 1922 | Partido Republicano Fluminense (PRF)                       |                         | Domingos Almeida                                 | Deputado federal pelo Rio de Janeiro                        |
| 14 |                                                   | Raul Fernandes (1877–1968)          |         | 1922               | 31 de dezembro de 1922 | 11 de janeiro de 1923  | Partido Republicano Fluminense (PRF)                       |                         | Artur Costa                                      | Deputado federal pelo Rio de Janeiro                        |
| 15 |                                                   | Aurelino Leal (1877–1924)           |         | —                  | 11 de janeiro de 1923  | 23 de dezembro de 1923 | Nenhum                                                     | vago                    | vago                                             | Ministro do Tribunal de Contas da União                     |
| 16 |                                                   | Feliciano Sodré (1881–1945)         |         | 1923               | 23 de dezembro de 1923 | 22 de dezembro de 1927 | Partido Republicano Conservador Fluminense (PRCF)          |                         | Paulino de Souza Júnior                          | Prefeito de Niterói                                         |
| 16 | João Werneck                                      | Feliciano Sodré (1881–1945)         |         | 1923               | 23 de dezembro de 1923 | 22 de dezembro de 1927 | Partido Republicano Conservador Fluminense (PRCF)          |                         |                                                  | Prefeito de Niterói                                         |
| 17 |                                                   | Manuel Duarte (1877–1944)           |         | 1927               | 23 de dezembro de 1927 | 24 de outubro de 1930  | Partido Republicano Fluminense (PRF)                       |                         | Eduardo Portela                                  | Senador pelo Rio de Janeiro                                 |
| 17 | Humberto Pentagna                                 | Manuel Duarte (1877–1944)           |         | 1927               | 23 de dezembro de 1927 | 24 de outubro de 1930  | Partido Republicano Fluminense (PRF)                       |                         |                                                  | Senador pelo Rio de Janeiro                                 |

### Segunda República (1930–1937)
Nenhum
- Partido Popular Radical (em vermelho)
| №  | Governador (Nascimento–Falecimento) | Governador (Nascimento–Falecimento) | Retrato | Eleito | Início do mandato      | Fim do mandato         | Partido político              | Vice-governador | Vice-governador | Cargo público anterior                                        |
| -- | ----------------------------------- | ----------------------------------- | ------- | ------ | ---------------------- | ---------------------- | ----------------------------- | --------------- | --------------- | ------------------------------------------------------------- |
| —  |                                     | Demócrito Barbosa (1880–1961)       |         | —      | 24 de outubro de 1930  | 28 de outubro de 1930  | Nenhum                        | vago            | vago            | Coronel do Exército                                           |
| 18 |                                     | Plínio Casado (1870–1964)           |         | —      | 28 de outubro de 1930  | 29 de maio de 1931     | Nenhum                        | vago            | vago            | Deputado federal pelo Rio de Janeiro                          |
| 19 |                                     | Mena Barreto (1874–1933)            |         | —      | 30 de maio de 1931     | 4 de novembro de 1931  | Nenhum                        | vago            | vago            | General de brigada do Exército Brasileiro                     |
| 20 |                                     | Pantaleão Pessoa (1885–1980)        |         | —      | 5 de novembro de 1931  | 15 de dezembro de 1931 | Nenhum                        | vago            | vago            | Secretário-geral da interventoria do estado do Rio de Janeiro |
| 21 |                                     | Ari Parreiras (1890–1945)           |         | —      | 15 de dezembro de 1931 | 7 de novembro de 1935  | Nenhum                        | vago            | vago            | Oficial-de-gabinete do Ministro da Marinha                    |
| 22 |                                     | Newton Cavalcanti (1885–1965)       |         | —      | 7 de novembro de 1935  | 12 de novembro de 1935 | Nenhum                        | vago            | vago            | General de brigada do Exército Brasileiro                     |
| 23 |                                     | Protógenes Guimarães (1876–1938)    |         | 1935   | 12 de novembro de 1935 | 9 de novembro de 1937  | Partido Popular Radical (PPR) | vago            | vago            | Ministro da Marinha do Brasil                                 |

### Terceira República (1937–1945)
Nenhum
| №  | Governador (Nascimento–Falecimento) | Governador (Nascimento–Falecimento) | Retrato | Eleito | Início do mandato     | Fim do mandato        | Partido político | Vice-governador | Vice-governador | Cargo público anterior                         |
| -- | ----------------------------------- | ----------------------------------- | ------- | ------ | --------------------- | --------------------- | ---------------- | --------------- | --------------- | ---------------------------------------------- |
| 24 |                                     | Amaral Peixoto (1905–1989)          |         | —      | 9 de novembro de 1937 | 29 de outubro de 1945 | Nenhum           | vago            | vago            | Ajudante de ordens da Presidência da República |

### Quarta República (1945–1964)
Partido Social Democrático
      Nenhum
      Partido Social Trabalhista
      Partido Trabalhista Brasileiro
      Partido Libertador
| №  | Governador (Nascimento–Falecimento) | Governador (Nascimento–Falecimento) | Retrato | Eleito | Início do mandato       | Fim do mandato          | Partido político                     | Vice-governador                       | Vice-governador       | Cargo público anterior                                        |
| -- | ----------------------------------- | ----------------------------------- | ------- | ------ | ----------------------- | ----------------------- | ------------------------------------ | ------------------------------------- | --------------------- | ------------------------------------------------------------- |
| 25 |                                     | Alfredo Neves (1887–1975)           |         | —      | 29 de outubro de 1945   | 6 de novembro de 1945   | Partido Social Democrático (PSD)     | vago                                  | vago                  | Presidente do Conselho Administrativo do Rio de Janeiro       |
| 26 |                                     | Abel Magalhães (1881–1969)          |         | —      | 6 de novembro de 1945   | 10 de fevereiro de 1946 | Nenhum                               | vago                                  | vago                  | Presidente do Tribunal Regional Eleitoral do Rio de Janeiro   |
| 27 |                                     | Lúcio Meira (1907–1991)             |         | —      | 11 de fevereiro de 1946 | 23 de setembro de 1946  | Nenhum                               | vago                                  | vago                  | Capitão de corveta da Marinha do Brasil                       |
| 28 |                                     | Hugo Silva (1900–1982)              |         | —      | 23 de setembro de 1946  | 6 de fevereiro de 1947  | Nenhum                               | vago                                  | vago                  | Comandante do 1º Batalhão de Caçadores, sediado em Petrópolis |
| 29 |                                     | Francisco Santos (1898–1977)        |         | —      | 6 de fevereiro de 1947  | 8 de fevereiro de 1947  | Nenhum                               | vago                                  | vago                  | Secretário do Interior e Justiça do Rio de Janeiro            |
| 30 |                                     | Álvaro Rocha (1874–1964)            |         | —      | 8 de fevereiro de 1947  | 27 de fevereiro de 1947 | Nenhum                               | vago                                  | vago                  | Membro do conselho administrativo da Caixa Econômica Federal  |
| 31 |                                     | Macedo Soares (1901–1989)           |         | 1947   | 24 de fevereiro de 1947 | 30 de janeiro de 1951   | Partido Social Democrático (PSD)     |                                       | João Guimarães        | Ministério da Viação e Obras Públicas                         |
| 32 |                                     | Amaral Peixoto (1905–1989)          |         | 1950   | 30 de janeiro de 1951   | 31 de janeiro de 1955   | Partido Social Democrático (PSD)     |                                       | Tarcísio Miranda      | Deputado federal pelo Rio de Janeiro                          |
| 33 |                                     | Miguel Couto Filho (1900–1969)      |         | 1954   | 31 de janeiro de 1955   | 2 de julho de 1958      | Partido Social Democrático (PSD)     |                                       | Roberto Silveira      | Deputado federal pelo Rio de Janeiro                          |
| 34 |                                     | Togo Barros (1914–2007)             |         | —      | 3 de julho de 1958      | 31 de janeiro de 1959   | Partido Social Democrático (PSD)     | Deputado estadual pelo Rio de Janeiro | Roberto Silveira      |                                                               |
| 35 |                                     | Roberto Silveira (1923–1961)        |         | 1958   | 31 de janeiro de 1959   | 28 de fevereiro de 1961 | Partido Trabalhista Brasileiro (PTB) |                                       | Celso Peçanha         | Vice-governador do Rio de Janeiro                             |
| 36 |                                     | Celso Peçanha (1916–2016)           |         | 1958   | 28 de fevereiro de 1961 | 7 de julho de 1962      | Partido Social Democrático (PSD)     | vago                                  | vago                  | Vice-governador do Rio de Janeiro                             |
| 36 | José Kezen                          | Celso Peçanha (1916–2016)           |         | 1958   | 28 de fevereiro de 1961 | 7 de julho de 1962      | Partido Social Democrático (PSD)     |                                       |                       | Vice-governador do Rio de Janeiro                             |
| 37 |                                     | José Janotti (1916–1980)            |         | —      | 7 de julho de 1962      | 18 de janeiro de 1963   | Partido Social Democrático (PSD)     | vago                                  | vago                  | Deputado estadual pelo Rio de Janeiro                         |
| 38 |                                     | Luís Miguel Pinaud (1897–1973)      |         | —      | 18 de janeiro de 1963   | 31 de janeiro de 1963   | Nenhum                               | vago                                  | vago                  | Presidente do Tribunal de Justiça do Rio de Janeiro           |
| 39 |                                     | Badger da Silveira (1916–1999)      |         | 1962   | 31 de janeiro de 1963   | 1 de maio de 1964       | Partido Trabalhista Brasileiro (PTB) |                                       | João Batista da Costa | Ministro do Tribunal de Contas do Estado do Rio de Janeiro    |

### Quinta República (1964–1985)
Partido Trabalhista Brasileiro
      União Democrática Nacional
      Aliança Renovadora Nacional
      Movimento Democrático Brasileiro
| №                                                           | Governador (Nascimento–Falecimento) | Governador (Nascimento–Falecimento) | Retrato                             | Eleito | Início do mandato    | Fim do mandato       | Partido político                       | Vice-governador | Vice-governador    | Cargo público anterior                                 |
| ----------------------------------------------------------- | ----------------------------------- | ----------------------------------- | ----------------------------------- | ------ | -------------------- | -------------------- | -------------------------------------- | --------------- | ------------------ | ------------------------------------------------------ |
| —                                                           |                                     | Cordolino Ambrósio (1904–1979)      |                                     | —      | 1 de maio de 1964    | 4 de maio de 1964    | Partido Trabalhista Brasileiro (PTB)   | vago            | vago               | Presidente da Assembleia Legislativa do Rio de Janeiro |
| 40                                                          |                                     | Paulo Torres (1903–2000)            |                                     | —      | 4 de maio de 1964    | 12 de agosto de 1966 | Nenhum                                 |                 | Simão Mansur       | Governador do Território Federal do Acre               |
| 40                                                          |                                     | Paulo Torres (1903–2000)            | Aliança Renovadora Nacional (ARENA) | —      | 4 de maio de 1964    | 12 de agosto de 1966 |                                        | Teotônio Araújo |                    | Governador do Território Federal do Acre               |
| 41                                                          |                                     | Teotônio Araújo (1918–1978)         |                                     | —      | 12 de agosto de 1966 | 31 de janeiro 1967   | Aliança Renovadora Nacional (ARENA)    | vago            | vago               | Vice-governador do Rio de Janeiro                      |
| 42                                                          |                                     | Geremias Fontes (1930–2010)         |                                     | 1966   | 31 de janeiro 1967   | 31 de março de 1971  | Aliança Renovadora Nacional (ARENA)    |                 | Heli Ribeiro Gomes | Deputado federal pelo Rio de Janeiro                   |
| 43                                                          |                                     | Raimundo Padilha (1899–1988)        |                                     | 1970   | 31 de março de 1971  | 15 de março de 1975  | Aliança Renovadora Nacional (ARENA)    |                 | Teotônio Araújo    | Deputado federal pelo Rio de Janeiro                   |
| Fusão do Estado da Guanabara com o Estado do Rio de Janeiro |                                     |                                     |                                     |        |                      |                      |                                        |                 |                    |                                                        |
| 44                                                          |                                     | Faria Lima (1917–2011)              |                                     | 1974   | 15 de março de 1975  | 15 de março de 1979  | Aliança Renovadora Nacional (ARENA)    | vago            | vago               | Presidente da Petrobras                                |
| 45                                                          |                                     | Chagas Freitas (1914–1991)          |                                     | 1978   | 15 de março de 1979  | 15 de março de 1983  | Movimento Democrático Brasileiro (MDB) |                 | Hamilton Xavier    | Governador da Guanabara                                |

### Sexta República (1985–presente)
Partido Democrático Trabalhista       Partido do Movimento Democrático Brasileiro       Partido da Social Democracia Brasileira       Partido Socialista Brasileiro       Partido dos Trabalhadores       Partido Progressista       Partido Social Cristão       Partido Liberal
| №  | Governador (Nascimento–Falecimento)                | Governador (Nascimento–Falecimento) | Retrato           | Eleito             | Início do mandato    | Fim do mandato                                     | Partido político                                   | Vice-governador | Vice-governador                   | Cargo público anterior                                  |
| -- | -------------------------------------------------- | ----------------------------------- | ----------------- | ------------------ | -------------------- | -------------------------------------------------- | -------------------------------------------------- | --------------- | --------------------------------- | ------------------------------------------------------- |
| 46 |                                                    | Leonel Brizola (1922–2004)          |                   | 1982               | 15 de março de 1983  | 15 de março de 1987                                | Partido Democrático Trabalhista (PDT)              |                 | Darcy Ribeiro                     | Deputado federal pela Guanabara                         |
| 47 |                                                    | Moreira Franco (1944–)              |                   | 1986               | 15 de março de 1987  | 15 de março de 1991                                | Partido do Movimento Democrático Brasileiro (PMDB) |                 | Francisco Amaral                  | Prefeito de Niterói                                     |
| 48 |                                                    | Leonel Brizola (1922–2004)          |                   | 1990               | 15 de março de 1991  | 2 de abril de 1994                                 | Partido Democrático Trabalhista (PDT)              |                 | Nilo Batista                      | Governador do Rio de Janeiro                            |
| 49 |                                                    | Nilo Batista (1944–)                |                   | 1990               | 2 de abril de 1994   | 1 de janeiro de 1995                               | Partido Democrático Trabalhista (PDT)              | vago            | vago                              | Vice-governador do Rio de Janeiro                       |
| 50 |                                                    | Marcello Alencar (1925–2014)        |                   | 1994               | 1 de janeiro de 1995 | 1 de janeiro de 1999                               | Partido da Social Democracia Brasileira (PSDB)     |                 | Luiz Paulo                        | Prefeito do Rio de Janeiro                              |
| 51 |                                                    | Anthony Garotinho (1960–)           |                   | 1998               | 1 de janeiro de 1999 | 6 de abril de 2002                                 | Partido Democrático Trabalhista (PDT)              |                 | Benedita da Silva                 | Prefeito de Campos dos Goytacazes                       |
| 51 | Partido Socialista Brasileiro (PSB)                | Anthony Garotinho (1960–)           |                   | 1998               | 1 de janeiro de 1999 | 6 de abril de 2002                                 |                                                    |                 | Benedita da Silva                 | Prefeito de Campos dos Goytacazes                       |
| 52 |                                                    | Benedita da Silva (1942–)           |                   | 1998               | 6 de abril de 2002   | 1 de janeiro de 2003                               | Partido dos Trabalhadores (PT)                     | vago            | vago                              | Vice-governadora do Rio de Janeiro                      |
| 53 |                                                    | Rosinha Garotinho (1963–)           |                   | 2002               | 1 de janeiro de 2003 | 1 de janeiro de 2007                               | Partido Socialista Brasileiro (PSB)                |                 | Luiz Paulo Conde                  | Secretária de Ação Social e Cidadania do Rio de Janeiro |
| 53 | Partido do Movimento Democrático Brasileiro (PMDB) | Rosinha Garotinho (1963–)           |                   | 2002               | 1 de janeiro de 2003 | 1 de janeiro de 2007                               |                                                    |                 | Luiz Paulo Conde                  | Secretária de Ação Social e Cidadania do Rio de Janeiro |
| 54 |                                                    | Sérgio Cabral Filho (1963–)         |                   | 2006               | 1 de janeiro de 2007 | 3 de abril de 2014                                 | Partido do Movimento Democrático Brasileiro (PMDB) |                 | Luiz Fernando Pezão               | Senador pelo Rio de Janeiro                             |
| 54 | 2010                                               | Sérgio Cabral Filho (1963–)         |                   |                    | 1 de janeiro de 2007 | 3 de abril de 2014                                 | Partido do Movimento Democrático Brasileiro (PMDB) |                 | Luiz Fernando Pezão               | Senador pelo Rio de Janeiro                             |
| 55 |                                                    | Luiz Fernando Pezão (1955–)         |                   | 4 de abril de 2014 | 1 de janeiro de 2019 | Partido do Movimento Democrático Brasileiro (PMDB) | vago                                               | vago            | Vice-governador do Rio de Janeiro |                                                         |
| 55 | 2014                                               | Luiz Fernando Pezão (1955–)         |                   | 4 de abril de 2014 | 1 de janeiro de 2019 | Partido do Movimento Democrático Brasileiro (PMDB) | Francisco Dornelles                                |                 | Vice-governador do Rio de Janeiro |                                                         |
| 56 |                                                    | Wilson Witzel (1968–)               |                   | 2018               | 1 de janeiro de 2019 | 30 de abril de 2021                                | Partido Social Cristão (PSC)                       |                 | Cláudio Castro                    | Juiz titular da 6ª Vara Federal Cível                   |
| 57 | Cláudio Castro (1979–)                             |                                     | 1 de maio de 2021 | 2018               | até a atualidade     | Partido Social Cristão (PSC)                       | vago                                               | vago            | Vice-governador do Rio de Janeiro |                                                         |
| 57 | Cláudio Castro (1979–)                             | Partido Liberal (PL)                | 1 de maio de 2021 | 2018               | até a atualidade     |                                                    | vago                                               | vago            | Vice-governador do Rio de Janeiro |                                                         |
| 57 | Cláudio Castro (1979–)                             | 2022                                | 1 de maio de 2021 |                    | até a atualidade     | Thiago Pampolha                                    |                                                    |                 | Vice-governador do Rio de Janeiro |                                                         |
| 57 | Cláudio Castro (1979–)                             | 2022                                | 1 de maio de 2021 |                    | até a atualidade     | Thiago Pampolha                                    |                                                    |                 | Vice-governador do Rio de Janeiro |                                                         |